# Hamfast Gewissies
Hamfast Gewissies is een personage uit het boek In de ban van de ring van de schrijver J.R.R. Tolkien. Hij is een hobbit en is de vader van Sam Gewissies, een van de belangrijkste personages in het boek. Zijn voornaam werd vaak verkort tot Ham, daarnaast had hij de bijnaam de Gabber. In de oorspronkelijke, Engelse uitgave van het boek is Hams achternaam Gamgee en zijn bijnaam the Gaffer.
Hamfast was de tweede tuinman van Bilbo Balings. Hij was de tweede zoon van Hobson Gewissies, een touwslager in het Noorderkwartier van de Gouw. Op jonge leeftijd ging hij in de leer bij Holman Groenhand, een bekende hovenier in het midden van de Gouw en een aangetrouwd familielid. Hij nam diens bedrijf over en werd een expert op het gebied van knolgewassen, in het bijzonder het telen van aardappelen.
Hamfast trouwde met Belle Goedkind; ze kregen zes kinderen, met Sam als jongste. Deze volgt hem later op als tuinman.
Hamfast woont in het Balingslaantje in Hobbitstee, vlak bij Balingshoek, de woning van Bilbo en Frodo Balings. De Gabber 
Gewissies is vaak te vinden in herberg De Groene Draak, waar hij kibbelt met molenaar Roothooft. Op de lotgevallen van Frodo en Sam tijdens hun reis heeft hij enige invloed door een ontmoeting met de Zwarte Ruiters, die hem de weg vragen.
Sam Gewissies noemt later een van zijn zonen ook Hamfast.

## Bron
- J.E.A. Tyler, Tolkien lexicon; Utrecht, 20022